# Kościół Wniebowzięcia Najświętszej Maryi Panny w Jabłonnie Lackiej
Kościół Wniebowzięcia Najświętszej Maryi Panny – rzymskokatolicki kościół parafialny w Jabłonnie Lackiej, w dekanacie Sokołów Podlaski diecezji drohiczyńskiej.

## Historia
Pierwszy kościół w Jabłonnie Lackiej został zbudowany w 1447 przed podsędka drohickiego Macieja Rosponda. Stał się on świątynią parafialną kilka lub kilkanaście lat przed 1470, gdy Rospond wystawił akt fundacyjny świątyni, nadając jej dwie włóki ziemi i dziesięciny. Kolejne nadania dla kościoła sukcesywnie przekazywali jego potomkowie. W 1618 przy świątyni powstał przytułek dla ubogich.
Nowy, murowany kościół został ufundowany przez Ludwika Bienieckiego, od 1823 właściciela Jabłonny oraz Łuzek. Budowaną w latach 1826-1841 świątynię zaprojektował Andrzej Gołoński, a konsekrował Franciszek Lewiński, sufragan diecezji podlaskiej. W 1871 przy kościele wzniesiono dwukondygnacyjną dzwonnicę oraz kostnicę.

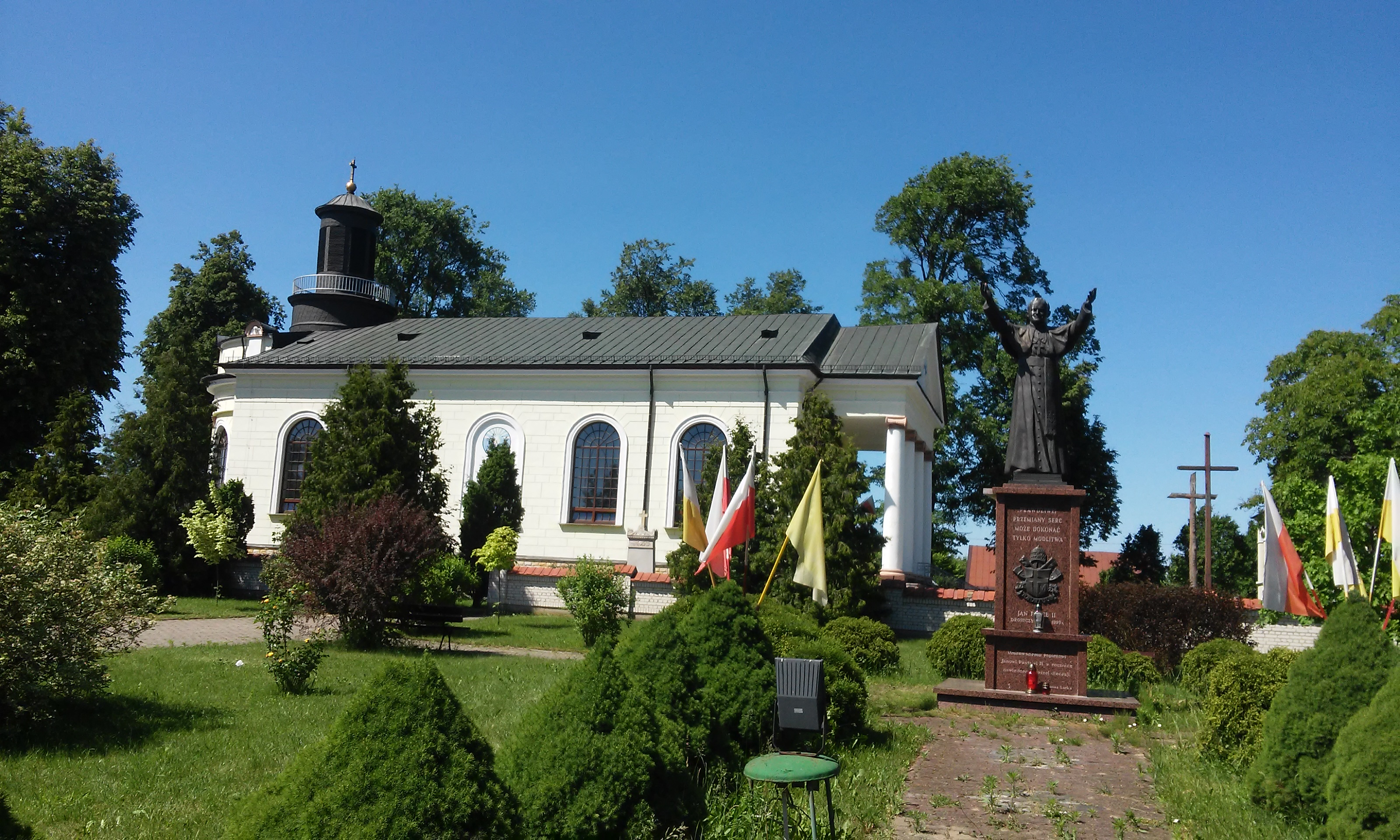
Kościół od strony południowej i pomnik papieża Jana Pawła II
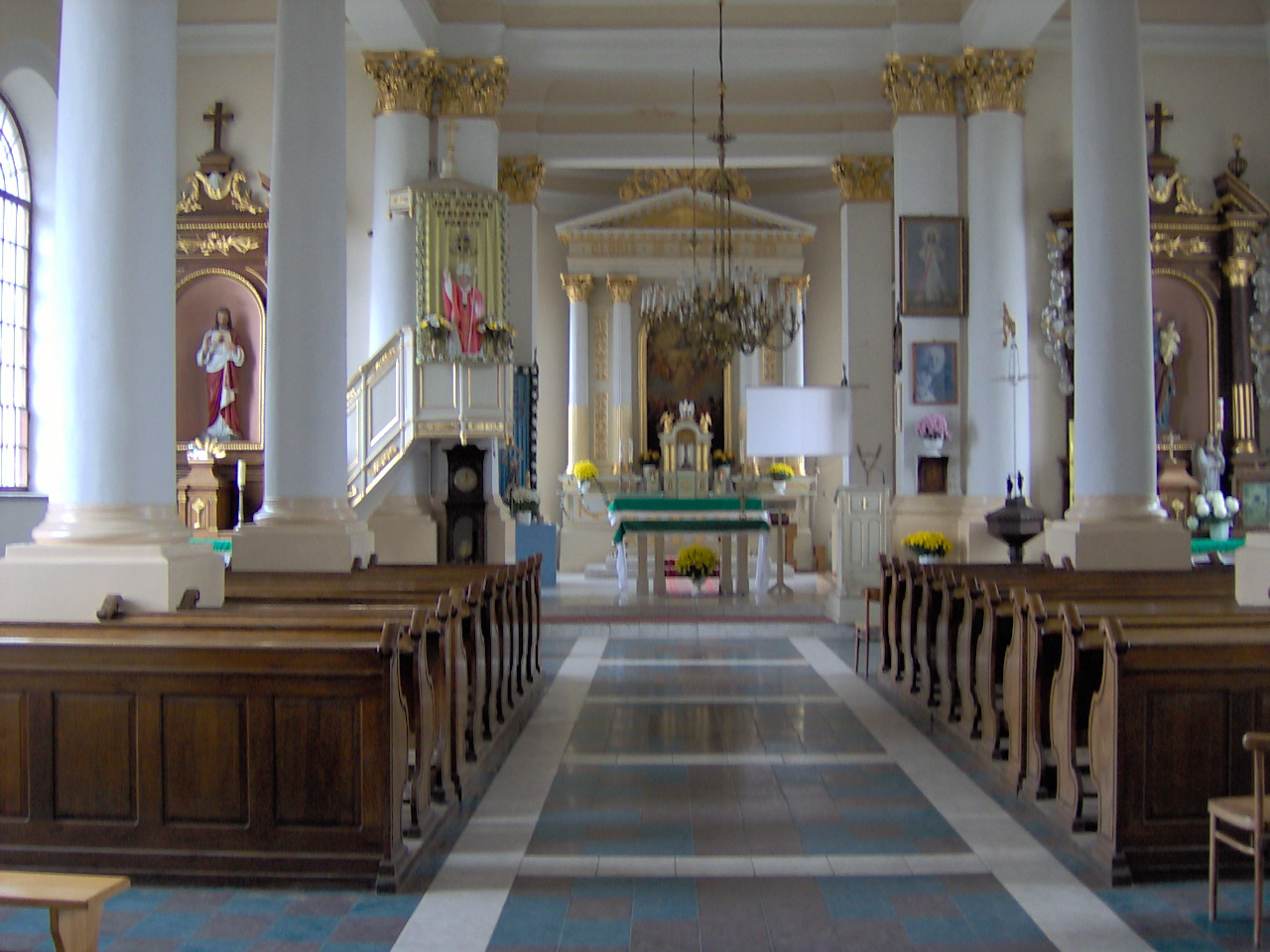
Wnętrze kościoła
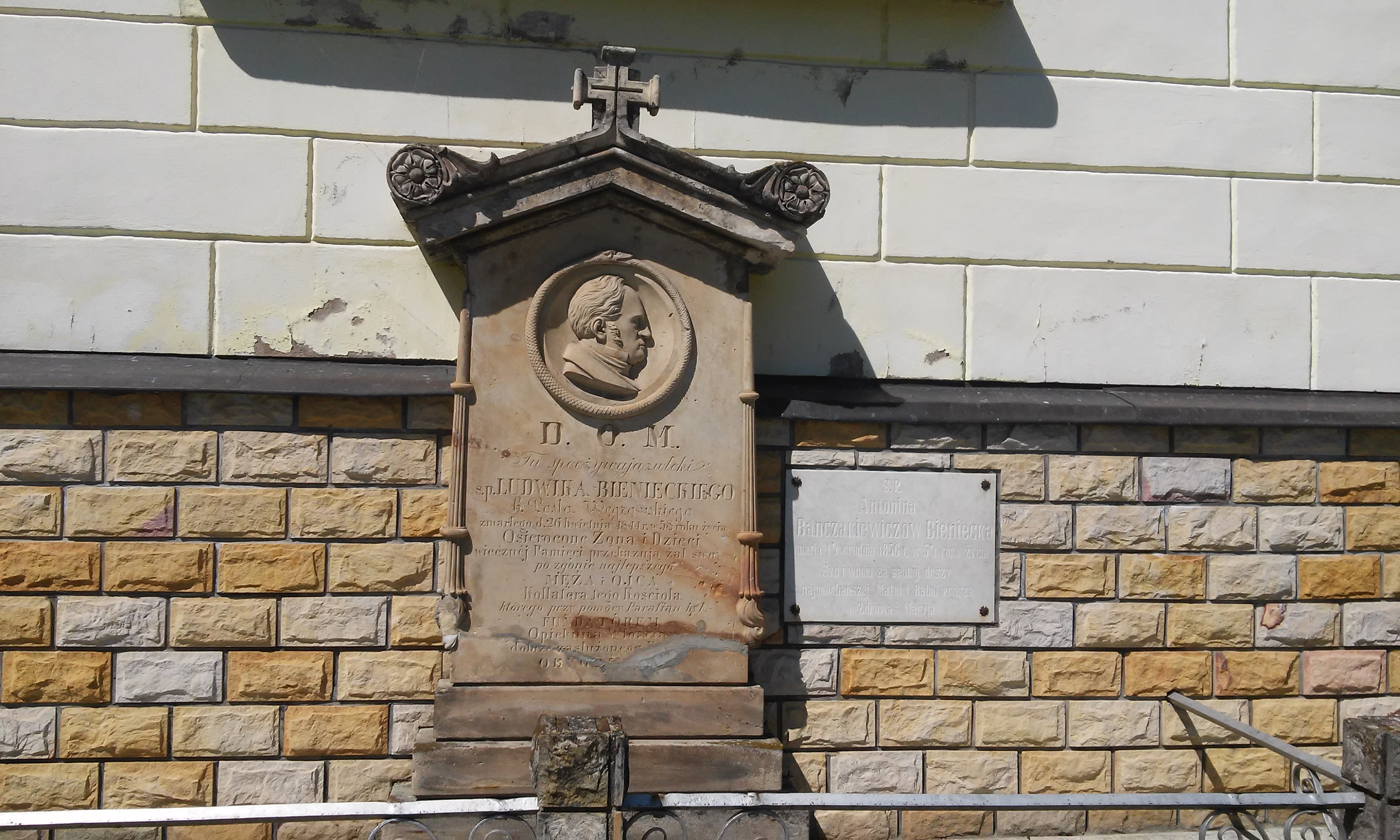
Epitafia Ludwika i Antoniny Bienieckich na ścianie południowej kościoła